# 阿蒙塔达
阿蒙塔达是巴西塞阿拉州的一个市镇。总面积1179.59平方公里，总人口35361人，人口密度30人/平方公里。